# Missi Kathumba
Missi Kathumba, né le 29 septembre 1984, à Blantyre, est un coureur cycliste malawite.

## Biographie
Entre 2010 et 2014, Missi Kathumba devient champion du Malawi sur route à deux reprises. Il représente également son pays lors des Jeux du Commonwealth. 

## Palmarès
- 2010
  -  Champion du Malawi sur route
- 2013
  -  Champion du Malawi sur route